# Listă de filme de aventură din anii 1970
Aceasta este o listă de filme de aventură din anii 1970:
| The Adventures of Gerald                          | Jerzy Skolimowski                                                      | Peter McEnery, Claudia Cardinale                                | Regatul Unit al Marii Britanii și al Irlandei de Nord · Suedia · Italia            | [ 1 ]                         |
| L'Arciere di Sherwood                             | George Ferron, Giorgio Ferroni                                         |                                                                 | Italia · Spania · Franța                                                           | [ 2 ]                         |
| Brancaleone at the Crusades                       | Mario Monicelli                                                        | Vittorio Gassman                                                | Italia · Algeria                                                                   | aventură comedy               |
| Carry On Up the Jungle                            | Gerald Thomas                                                          | Sid James, Charles Hawtrey, Joan Sims                           | Regatul Unit al Marii Britanii și al Irlandei de Nord                              | aventură comedy               |
| Kelly's Heroes                                    | Brian G. Hutton                                                        | Clint Eastwood, Telly Savalas, Don Rickles                      | Statele Unite ale Americii · Iugoslavia                                            | War aventură                  |
| White Sun of the Desert                           | Vladimir Motyl                                                         | Anatoly Kuznetsov, Spartak Mishulin, Kakhi Kavsadze             | Uniunea Republicilor Sovietice Socialiste                                          | War aventură                  |
| 1971                                              |                                                                        |                                                                 |                                                                                    |                               |
| La Poudre d'escampette                            | Philippe de Broca                                                      | Marlène Jobert, Michel Piccoli, Michael York                    | Franța · Italia                                                                    | War aventură, aventură comedy |
| Mirii anului II                                   | Jean-Paul Rappeneau                                                    | Jean-Paul Belmondo, Marlène Jobert, Laura Antonelli             | Franța · România · Italia                                                          | [ 8 ]                         |
| Walkabout                                         | Nicolas Roeg                                                           | Jenny Agutter, Lucien John, David Gulpilil, John Meillon        | Australia                                                                          | aventură drama                |
| 1972                                              |                                                                        |                                                                 |                                                                                    |                               |
| Aguirre, the Wrath of God                         | Werner Herzog                                                          | Klaus Kinski, Cecilia Rivera, Ruy Guerra, Helena Rojo           | Germania de Vest · Peru                                                            | aventură drama                |
| The Poseidon aventură                             | Ronald Neame                                                           | Gene Hackman, Ernest Borgnine, Red Buttons, Carol Lynley        | Statele Unite ale Americii                                                         | Sea aventură                  |
| Solaris                                           | Andrei Tarkovsky                                                       | Natalya Bondarchuk, Jüri Järvet, Donatas Banionis               | Uniunea Republicilor Sovietice Socialiste                                          | Space aventură                |
| 1973                                              |                                                                        |                                                                 |                                                                                    |                               |
| At Home Among Strangers, A Stranger Among His Own | Nikita Mikhalkov                                                       | Yuri Bogatyrev, Anatoli Solonitsin, Alexander Kaidanovsky       | Uniunea Republicilor Sovietice Socialiste                                          | War aventură                  |
| Călătoria de aur al lui Sinbad                    | Gordon Hessler                                                         | John Phillip Law, Caroline Munro, Tom Baker                     | Regatul Unit al Marii Britanii și al Irlandei de Nord                              | Fantasy aventură              |
| In Desert and Wilderness                          | Wladyslaw Slesicki                                                     |                                                                 | Polonia                                                                            | aventură drama                |
| Robin Hood                                        | Wolfgang Reitherman                                                    | Andy Devine, Peter Ustinov                                      | Statele Unite ale Americii                                                         | [ 16 ]                        |
| Cei trei mușchetari                               | Richard Lester                                                         | Oliver Reed, Charlton Heston, Raquel Welch                      | Panama · Regatul Unit al Marii Britanii și al Irlandei de Nord                     | [ 17 ]                        |
| 1974                                              |                                                                        |                                                                 |                                                                                    |                               |
| Les 4 Charlots Mousquetaires                      | André Hunebelle                                                        | Gérard Rinaldi, Gerard Filipelli, Jean Sarrus                   | Franța                                                                             | aventură comedy               |
| Arabian Nights                                    | Pier Paolo Pasolini                                                    | Franco Merli, Ines Pellegrini, Ninetto Davoli                   | Italia · Franța                                                                    | Fantasy aventură              |
| Le Fuhrer en Folie                                | Philippe Clair                                                         | Henri Tisot, Alice Sapritch, Luis Rego                          | Franța                                                                             | War aventură                  |
| The Four Musketeers                               | Richard Lester                                                         | Oliver Reed, Raquel Welch, Richard Chamberlain, Michael York    | Regatul Unit al Marii Britanii și al Irlandei de Nord                              | [ 21 ]                        |
| Dick Turpin                                       | Fernando Merino                                                        | Cihangir Ghaffari, Sancho Gracia, Manuel Zarzo                  | Spania                                                                             |                               |
| Herbie Rides Again                                | Robert Stevenson                                                       | Helen Hayes, Ken Berry, Stefanie Powers                         | Statele Unite ale Americii                                                         | [ 22 ]                        |
| Mais où est donc passée la septième compagnie?    | Robert Lamoureux                                                       | Jean Lefebvre, Pierre Mondy, Aldo Maccione                      | Franța                                                                             | War aventură                  |
| À Nous Quatre Cardinal                            | André Hunebelle                                                        | Les Charlots, Jean Valmont                                      | Franța                                                                             | aventură comedy               |
| When the North Wind Blows                         | Stewart Raffill                                                        | Henry Brandon, Fernando Celis, Dan Haggerty                     | Statele Unite ale Americii                                                         | [ 25 ]                        |
| Zorro                                             | Duccio Tessari                                                         | Stanley Baker, Alain Delon, Moustache                           | Franța · Italia                                                                    | [ 26 ]                        |
| 1975                                              |                                                                        |                                                                 |                                                                                    |                               |
| Vânătorul din taiga                               | Akira Kurosawa                                                         | Maksim Munzuk, Iuri Solomin, Vladimir Kremena                   | Uniunea Republicilor Sovietice Socialiste · Japonia                                | aventură drama                |
| The Great Waldo Pepper                            | George Roy Hill                                                        | Robert Redford, Bo Svenson, Bo Brundin                          | Statele Unite ale Americii                                                         | aventură drama                |
| Jaws                                              | Steven Spielberg                                                       | Roy Scheider, Robert Shaw, Richard Dreyfuss, Lorraine Gary      | Statele Unite ale Americii                                                         | Sea aventură                  |
| The Man Who Would Be King                         | John Huston                                                            | Sean Connery, Michael Caine, Christopher Plummer, Saeed Jaffrey | Regatul Unit al Marii Britanii și al Irlandei de Nord                              | [ 30 ]                        |
| Operation Lady Marlene                            | Robert Lamoureux                                                       | Robert Lamoureux, Michel Serrault, Bernard Menez                | Franța                                                                             | War aventură                  |
| Le Sauvage                                        | Jean-Paul Rappeneau                                                    | Catherine Deneuve, Yves Montand, Luigi Vannucchi                | Franța · Italia                                                                    | [ 32 ]                        |
| The Wind and the Lion                             | John Milius                                                            | Sean Connery, Candice Bergen, Brian Keith                       | Statele Unite ale Americii                                                         | [ 33 ]                        |
| 1976                                              |                                                                        |                                                                 |                                                                                    |                               |
| Adventures of Frontier Fremont                    | Richard Friedenberg                                                    | Tony Mirrati, Dan Haggerty, Denver Pyle                         | Statele Unite ale Americii                                                         | Family-oriented aventură      |
| King Kong                                         | John Guillermin                                                        | Jeff Bridges, Charles Grodin, Jessica Lange                     | Statele Unite ale Americii                                                         | [ 35 ]                        |
| Robin and Marian                                  | Richard Lester                                                         | Sean Connery, Audrey Hepburn, Robert Shaw                       | Regatul Unit al Marii Britanii și al Irlandei de Nord                              | Romantic aventură             |
| Swashbuckler                                      | James Goldstone                                                        | Robert Shaw, James Earl Jones, Peter Boyle                      | Statele Unite ale Americii                                                         | [ 37 ]                        |
| 1977                                              |                                                                        |                                                                 |                                                                                    |                               |
| The 5th Musketeer                                 | Ken Annakin                                                            | Rex Harrison, Sylvia Kristel, Ursula Andress                    | Regatul Unit al Marii Britanii și al Irlandei de Nord · Austria                    | [ 38 ]                        |
| The Deep                                          | Peter Yates                                                            | Robert Shaw, Jacqueline Bisset, Nick Nolte                      | Statele Unite ale Americii                                                         | Sea aventură                  |
| Herbie Goes to Monte Carlo                        | Vincent McEveety                                                       | Dean Jones, Don Knotts, Julie Sommars                           | Statele Unite ale Americii                                                         | Family-oriented aventură      |
| The Inglorious Bastards                           | Enzo G. Castellari                                                     | Bo Svenson, Fred Williamson, Peter Hooten                       | Italia                                                                             | War aventură                  |
| The Mighty Peking Man                             | Ho Meng-hua                                                            | Li Hsiu-hsien, Evelyn Kraft, Hsiao Yao                          | Hong Kong                                                                          | [ 42 ]                        |
| Orca                                              | Michael Anderson                                                       | Richard Harris, Charlotte Rampling, Will Sampson                | Statele Unite ale Americii                                                         | Sea aventură                  |
| The Rescuers                                      | Don Bluth, Milt Kahl, John Lounsbery, Wolfgang Reitherman, Art Stevens |                                                                 | Statele Unite ale Americii                                                         | Animated film                 |
| La Septième Compagnie Au Clair Du Lune            | Robert Lamoureux                                                       | Jean Lefebvre, Pierre Mondy, Henri Guybet                       | Franța                                                                             | War aventură                  |
| Sinbad and the Eye of the Tiger                   | Sam Wanamaker                                                          | Patrick Wayne, Taryn Power, Margaret Whiting                    | Statele Unite ale Americii · Regatul Unit al Marii Britanii și al Irlandei de Nord | Fantasy aventură              |
| Star Wars                                         | George Lucas                                                           | Mark Hamill, Anthony Daniels, Harrison Ford                     | Statele Unite ale Americii                                                         | Space aventură                |
| 1978                                              |                                                                        |                                                                 |                                                                                    |                               |
|                                                   |                                                                        |                                                                 |                                                                                    |                               |
| 1979                                              |                                                                        |                                                                 |                                                                                    |                               |
| Apocalypse Now                                    | Francis Ford Coppola                                                   | Martin Sheen, Marlon Brando, Robert Duvall                      | Statele Unite ale Americii                                                         | aventură drama                |
| Arabian Adventure                                 | Kevin Connor                                                           | Christopher Lee, Milo O'Shea, Oliver Tobias                     | Regatul Unit al Marii Britanii și al Irlandei de Nord                              | Fantasy aventură              |
| Beyond the Poseidon Adventure                     | Irwin Allen                                                            | Michael Caine, Sally Field, Telly Savalas                       | Statele Unite ale Americii                                                         | Sea aventură                  |
| The Black Hole                                    | Gary Nelson                                                            | Maximilian Schell, Anthony Perkins, Robert Forster              | Statele Unite ale Americii                                                         | Space aventură                |
| The Black Stallion                                | Carroll Ballard                                                        | Kelly Reno, Mickey Rooney, Teri Garr                            | Statele Unite ale Americii                                                         | Family-oriented aventură      |
| Moonraker                                         | Lewis Gilbert                                                          | Roger Moore, Lois Chiles, Michel Lonsdale                       | Franța · Regatul Unit al Marii Britanii și al Irlandei de Nord                     | Space aventură                |
| North Sea Hijack                                  | Andrew V. McLaglen                                                     | Roger Moore, James Mason, Anthony Perkins                       | Statele Unite ale Americii · Regatul Unit al Marii Britanii și al Irlandei de Nord | Sea aventură                  |
| The Muppet Movie                                  | James Frawley                                                          | Charles Durning                                                 | Regatul Unit al Marii Britanii și al Irlandei de Nord · Statele Unite ale Americii | Family-oriented aventură      |
| Star Trek: The Motion Picture                     | Robert Wise                                                            | William Shatner, Leonard Nimoy, DeForest Kelley                 | Statele Unite ale Americii                                                         | Space aventură                |
| Time After Time                                   | Nicholas Meyer                                                         | Malcolm McDowell, David Warner, Mary Steenburgen                | Statele Unite ale Americii · Regatul Unit al Marii Britanii și al Irlandei de Nord | Fantasy aventură              |